# Ranunculus stagnalis
Ranunculus stagnalis är en ranunkelväxtart som beskrevs av Ferdinand von Hochstetter och Achille Richard. Ranunculus stagnalis ingår i släktet ranunkler, och familjen ranunkelväxter. Inga underarter finns listade i Catalogue of Life.